# Euploea layardi
Euploea layardi är en fjärilsart som beskrevs av Druce 1874. Euploea layardi ingår i släktet Euploea och familjen praktfjärilar. Inga underarter finns listade i Catalogue of Life.